# Gütz

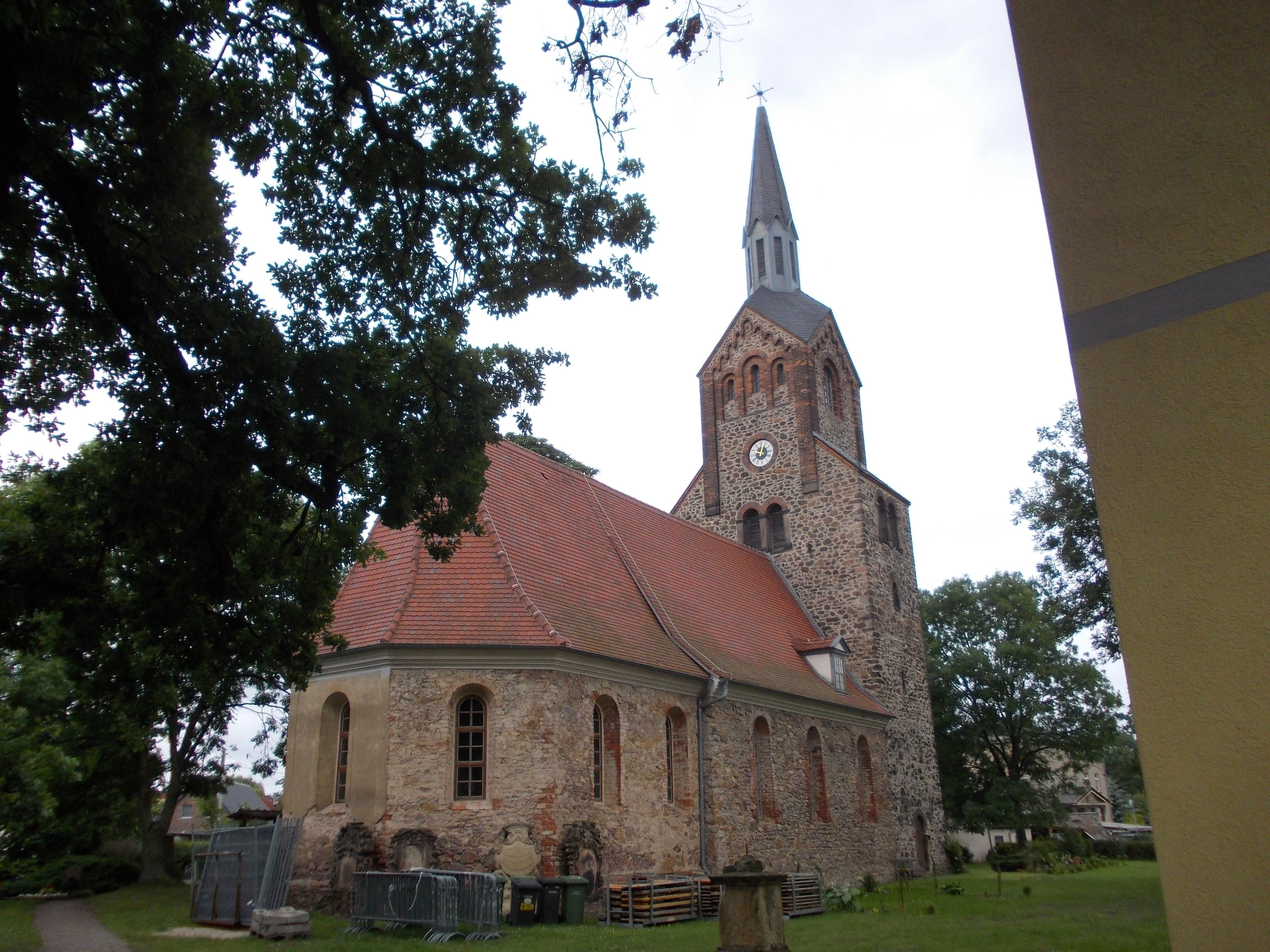
Dorfkirche St. Anna und St. Katharina in Gütz

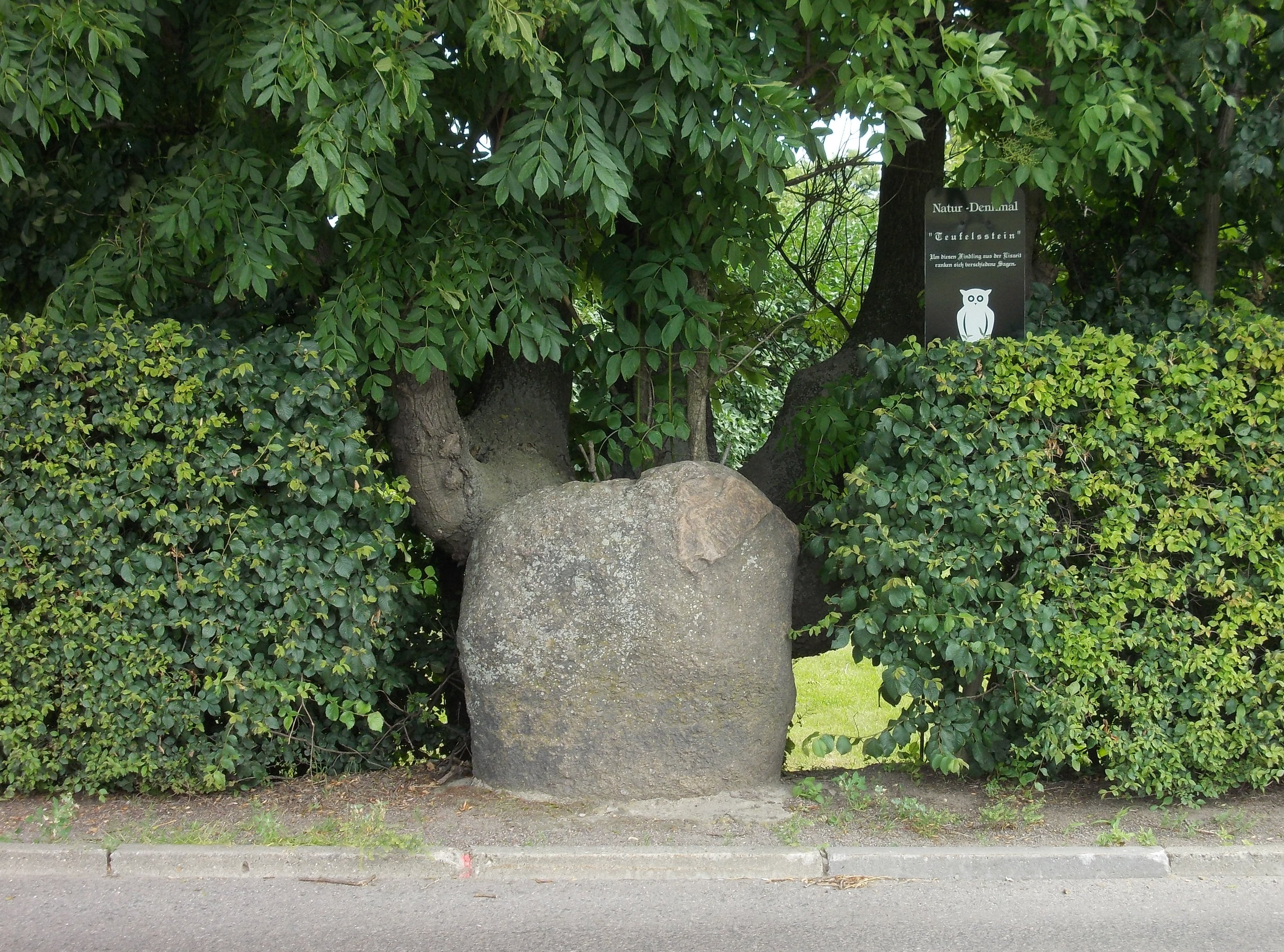
Der Menhir, sogenannter Teufelsstein von Piltitz

Gütz ist ein Ortsteil der Ortschaft und der Stadt Landsberg im Saalekreis in Sachsen-Anhalt, Deutschland. Zu Gütz gehören die Wohnplätze Roitzschgen, Düringsdorf, Heiligendorf und Piltitz.

## Geografie
Gütz schließt sich im Westen an das Stadtgebiet von Landsberg an. Der Ort liegt am Strengbach, einem Zufluss der Fuhne.

## Geschichte
Der 1287 erstmals als „Chutiz“ erwähnte Ort Gütz ist eine slawische Gründung, dessen Wasserburg von sieben durch Wälle verbundene Teiche umgeben war. Für die umliegenden Orte im Tal des Strengbachs sind folgende Daten der Ersterwähnung überliefert: Wölls: 1156, Heiligendorf: um 1270, Düringsdorf: 1349/50 als „Duringsdorf“, Petersdorf: 1349/50, Roitzschgen: 1380 als „Cleinen Boecz“, Piltitz: 1442 als „Biltcz“.
Während Roitzschgen bis 1815 als Exklave zum Amt Bitterfeld im kursächsischen bzw. königlich-sächsischen Kurkreis gehörte, standen Gütz, Düringsdorf, Heiligendorf, Petersdorf, Piltitz, Wölls und Zschiesdorf unter der Verwaltung des kursächsischen Amts Delitzsch im Leipziger Kreis.
Durch die Beschlüsse des Wiener Kongresses kamen Gütz, Düringsdorf, Heiligendorf, Petersdorf, Piltitz, Wölls, Zschiesdorf und Roitzschgen im Jahr 1815 zu Preußen und wurden 1816 dem Kreis Delitzsch im Regierungsbezirk Merseburg der Provinz Sachsen zugeteilt, zu dem sie bis 1950 gehörten.
Im 19. Jahrhundert erfolgte der Zusammenschluss von Roitzschgen, Düringsdorf und Heiligendorf. Letzteres bestand aus einer Häuserzeile zwischen Strengbach und der Kirche von Gütz. 1888 erfolgte die Vereinigung von Wölls und Petersdorf zu Wölls-Petersdorf. Dadurch bestand der neu gegründete Ort aus Petersdorf, Wölls und den zu Wölls gehörigen Orten Piltitz und Zschiesdorf. Am 1. April 1936 wurden Gütz, Roitzschgen (mit Düringsdorf und Heiligendorf) und Wölls-Petersdorf (mit Piltitz und Zschiesdorf) zur Gemeinde Gütz zusammengeschlossen.
Im Zuge der ersten Kreisreform in der DDR wurde Gütz wie die Stadt Landsberg am 15. Juni dem neu zugeschnittenen Saalkreis zugeordnet, der 1952 zum neuen Saalkreis im Bezirk Halle kam. Kurz nach der Zuordnung zum Saalkreis wurde Gütz mit seinen Ortsteilen Roitzschgen, Düringsdorf, Heiligendorf und Piltitz am 20. Juli 1950 nach Landsberg eingemeindet. Der Ortsteil Wölls-Petersdorf wurde dabei mit Zschiesdorf, aber ohne Piltitz nach Spickendorf umgegliedert.
Durch die 1950 erfolgte Eingemeindung nach Landsberg bildet Gütz heute einen Ortsteil der Ortschaft Landsberg innerhalb der Stadt Landsberg.

### Wappen
Das Wappen wurde am 15. September 1937 durch den Oberpräsidenten der Provinz Sachsen verliehen. Es wurde von dem Magdeburger Staatsarchivrat Otto Korn gestaltet.
Blasonierung: „In Blau ein goldener Hammer, dessen roter Stiel mit einer quergelegten, goldenen, altgermanischen Schmuckspange (Fibel) belegt ist.“
Im Dorf befindet sich bei Piltitz der Teufelsstein, ein altgermanischer Opferstein (Menhir), der ursprünglich wohl dem Donar heilig war, daher der Hammer. Hammer und Spange befinden sich so auf einem neben dem Teufelsstein stehenden Gedenkstein und gelten als Wahrzeichen der ehemaligen Gemeinde, auf deren besonderen Wunsch sie ins Wappen aufgenommen wurden.

## Verkehr und Infrastruktur
Gütz liegt südlich der Bundesstraße 100, welche von Halle in Richtung Bitterfeld führt und die A 14 mit der A 9 verbindet. Der nächstgelegene Bahnhof befindet sich in Landsberg an der Bahnstrecke Berlin–Halle. Das größte der Landsberger Gewerbegebiete befindet sich bei Gütz.

## Sehenswürdigkeiten
Die Gützer Kirche St. Anna und St. Katharina entstand Ende des 12. Jahrhunderts. Später wurde sie mit spätgotischen Elementen ergänzt und im 18. Jahrhundert im barocken Stil überformt. Anfang des 20. Jahrhunderts legte der Lehrer Bernhard Brühl ein Rasenlabyrinth auf dem Gützer Berg an und eröffnete ein Heimatmuseum. Heute betreibt der Tauchclub „Delphin“ aus Halle am Gützer Berg eine Tauchbasis.